# Ölkabel
Ölkabel sind eine spezielle Bauform von Hochspannungskabeln und werden im Betrieb im Inneren mit dünnflüssigem Mineralöl auf Druck beaufschlagt. Sie werden seit den 1930er Jahren in der elektrischen Energietechnik für Betriebsspannungen von 100 kV bis 500 kV als Erdkabel eingesetzt, primär in städtischen Bereichen wie beispielsweise bei der 380-kV-Transversale Berlin und der 380-kV-Transversale Wien.

## Entwicklung
Erste Entwicklungen und Installationen von Ölkabeln gehen auf folgende wesentliche Technologien zurück:
- Borel, 1879: feuchtigkeitsdichter Abschluss durch nahtlosen Bleimantel
- Ferranti, 1880: mehrschichtig gewickelte Papierisolierung als Dielektrikum
- Höchstädter, 1913: metallisiertes Papier als äußere Begrenzung des Feldes (s. auch Höchstädter-Kabel)
- Emanueli, 1917: Imprägnierung mit dünnflüssigem Öl unter Druckbeaufschlagung im Betrieb.

## Aufbau

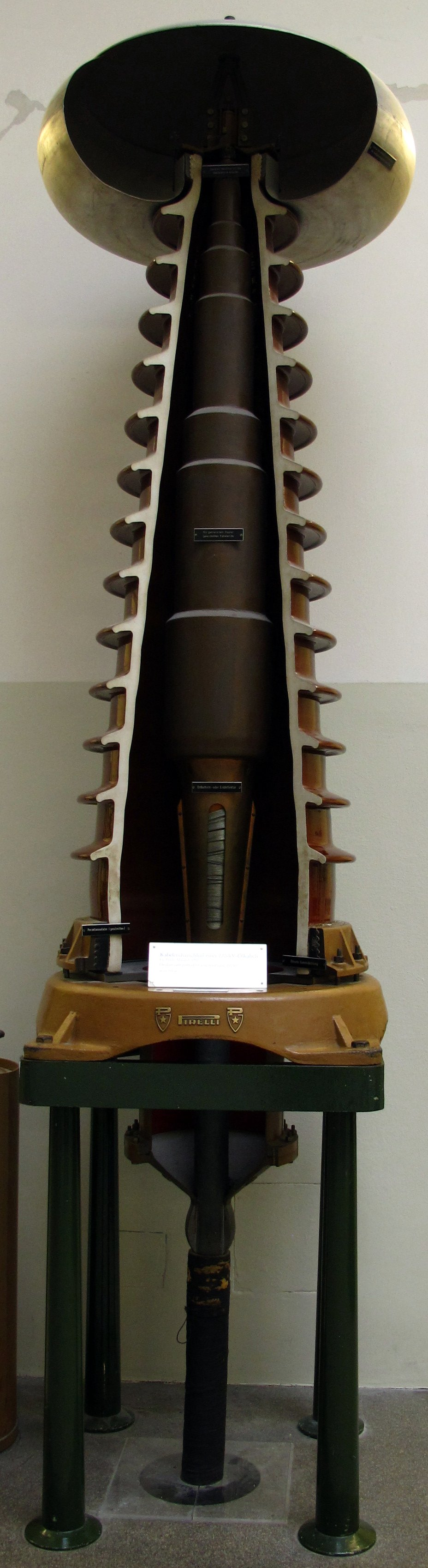
Schnitt durch den Kabelendverschluss eines Ölkabels (Einleiter) für 220 kV

Das Öl hat primär die Aufgabe, Inhomogenitäten in der elektrischen Isolation zwischen Innenleiter und dem metallischen äußeren Schirm auszugleichen. Die Isolation ist in Form von ölgetränktem Papier ausgeführt. Ohne diesen Ausgleich käme es durch die ungleichmäßige Ausführung der Papierschichten, in Kombination mit kleinen Schmutz- oder Lufteinschlüssen, zu Überhöhungen der elektrischen Feldstärke mit Teilentladungen und in Folge zu Durchschlägen, welche das Kabel zerstören würden.
Das dünnflüssige Öl wird im Betrieb in das Innere des Kabels an den Kabelendstellen aus Druckausgleichsgefäßen mit Druck zugeführt, um so den Öldruck im Kabelinneren über den vollen Umgebungs- und Betriebstemperaturbereich innerhalb der zulässigen Grenzen zu halten. 
An den Kabelendstellen befinden sich, neben den entsprechen elektrischen Einrichtungen, Druckregeleinrichtungen für das Öl, welche einen konstanten Öldruck im Kabelinneren über die gesamte Strecke gewährleisten. Bei Druckabfall, beispielsweise durch Kabelschäden, muss die Leitung unmittelbar abgeschaltet werden. 

### Arten
Es gibt zwei primäre Arten von Ölkabeln:
- Niederdruck-Ölkabel (0,5 bis 3,5 bar Überdruck) sind als Ein- oder Mehrleiterkabel mit einem äußeren Blei- oder Aluminiummantel, Druckumhüllung und Schutzumhüllung gegen mechanische Einwirkung ausgestattet. Üblicherweise ist bei einadrigen Kabeln der Leiter hohl ausgeführt, während bei zwei- oder dreiadrigen Kabeln die Zwickel zwischen den Adern als Ölkanal dienen.
- Hochdruck-Ölkabel (etwa 15 bar): für Dreiphasenwechselstrom werden drei Leiter gemeinsam mit der Isolierung und der äußeren elektrischen Schirmung in einem äußeren Stahlrohr untergebracht.

### Kühlung
Für größere Übertragungsleistungen kann die Abwärme des Kabels nicht mehr durch das umgebende Erdreich alleine aufgenommen werden, es würde zu einer unzulässig hohen Temperatur des Kabels kommen.
In diesen Fällen werden Ölkabel durch eine zusätzliche äußere Wasserkühlung ergänzt. Das Öl dient dabei auch dazu, um Abwärme vom stromdurchflossenen Innenleiter in den Außenbereich zu bringen. Der Wasserkühlkreislauf wird zwischen den Kabelendstellen installiert; die Abstände zwischen zwei Kabelendstellen betragen einige wenige Kilometer, für längere Strecken sind mehrere einzelne Kabelabschnitte vorzusehen.

## Alternative
Zur Vermeidung der aufwändigen Ölregeleinrichtung, womit auch der Aufwand verbunden ist, Öl bei Leckage nicht in das Erdreich oder Grundwasser gelangen zu lassen, werden seit den 1990er Jahren erdverlegte Hochspannungskabel zunehmend ohne Öl mit vernetztem Polyethylen (abgekürzt VPE, im Englischen XLPE) als Isolationsmaterial aufgebaut.
Sie sind technisch aufwändiger herzustellen, weil zur Vermeidung von Störstellen im Isolationsmaterial die Kabelproduktion unter Reinraumbedingungen erfolgen muss.